# Гласам за љубав (филм)
Гласам за љубав је југословенски филм из 1965. године. Режирао га је Тома Јанић, а сценарио су писали Тома Јанић и Гроздана Олујић.

## Радња
Филм приказује одрастање Слободана Галца и његове девојке Рашиде у једном провинцијском градићу. Искреност њихових осећања продубљена је школским и породичним проблемима, чиме се ствара комплексна слика међуљудских односа и необичних људских судбина.

## Улоге
| Глумац                | Улога    |
| --------------------- | -------- |
| Вукосава Крунић       |          |
| Слободанка Марковић   |          |
| Бранислав Миладиновић |          |
| Драго Митровић        |          |
| Хермина Пипинић       |          |
| Мира Сардоч           |          |
| Миливоје Томић        |          |
| Бошко Тошкић          | Слободан |
| Павле Вуисић          | поп      |
| Михајло Плескоњић     |          |
| Љубица Јанићијевић    |          |